# Poa wisselii
Poa wisselii là một loài thực vật có hoa trong họ Hòa thảo. Loài này được Jansen miêu tả khoa học đầu tiên năm 1953.